# Sakae Ōba
Sakae Ōba (大場 栄, Ōba Sakae) (21 mars 1914 - 8 juin 1992) est un capitaine de l'armée impériale japonaise qui sert en Chine et dans le Pacifique durant la Seconde Guerre mondiale. Après la défaite japonaise à la bataille de Saipan, il mène un groupe de soldats et de civils dans la jungle pour éviter la capture par les forces américaines. Sous son commandement, le groupe survit plus d'une année après la bataille et se rend finalement en décembre 1945, trois mois après l'annonce de la reddition du Japon. Revenu dans son pays, il devient un homme d'affaires à succès et sert au conseil municipal de Gamagōri dans la préfecture d'Aichi.

## Biographie
Né dans la préfecture d'Aichi, Ōba est le premier fils d'Isuke Ōba, un agriculteur. En mars 1933, il sort diplômé de l'université d'éducation d'Aichi et accepte le mois suivant un poste d'enseignant dans une école publique de la région. Il épouse durant cette période Mineko Hirano (1912–1992), également à Gamagōri,.
En 1934, Ōba rejoint le 18e régiment d'infanterie de l'armée impériale japonaise, basé dans la ville voisine de Toyohashi. Il est désigné comme candidat officier de première classe et reçoit un entraînement spécial avant d'être envoyé au Mandchoukouo où le 18e régiment est déjà stationné et chargé de missions d'occupation. En 1936, le régiment retourne dans sa ville de garnison de Toyohashi et Ōba retrouve brièvement sa femme.
En juillet 1937, la seconde guerre sino-japonaise éclate et le 18e régiment d'infanterie est mobilisé. En août, Ōba et son régiment sont déployés en Chine où il participe à l'invasion amphibie de Shanghai. En décembre de la même année, Ōba est promu sous-lieutenant. En 1939, il est promu premier-lieutenant, et en novembre 1941, il reçoit le commandement d'une compagnie d'infanterie. En mars 1943, il est promu capitaine.

### À Saipan

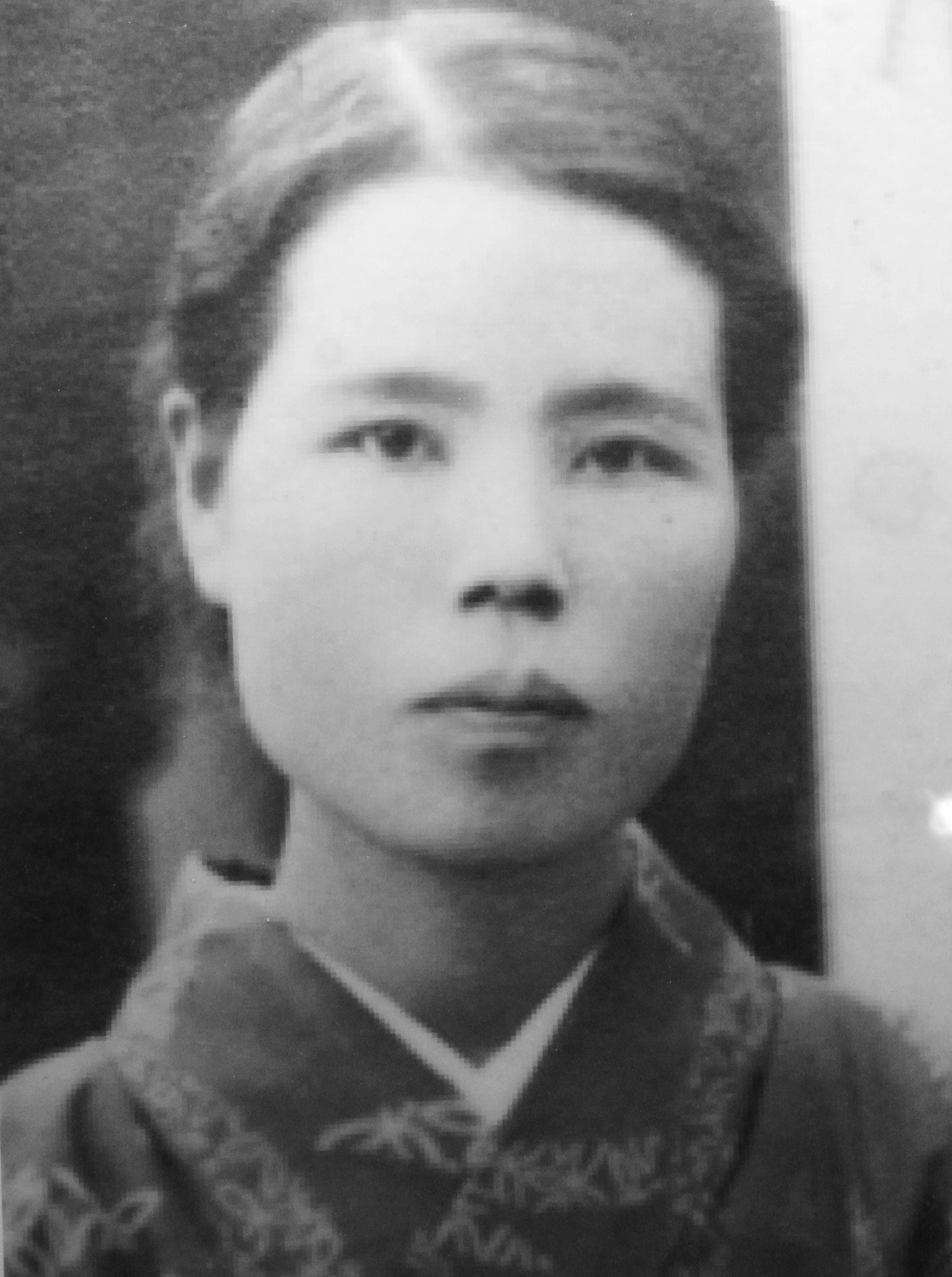
Mineko Oba (vers 1937).

Début 1944, le 18e régiment est retiré de Mandchourie et redéployé sur le théâtre du Pacifique. Le capitaine Ōba est nommé responsable d'une compagnie de médecins militaires du régiment,. Le 29 février, vers 3h00 du matin, le navire convoyant le régiment, le Sakito Maru (en), est frappé par la torpille du sous-marin américain USS Trout près de l'île de Saipan,,. Le navire sombre avec plus de la moitié des hommes du régiment. Les vaisseaux d'escorte agissent rapidement et secourent près de 1 800 survivants avant de les emmener à Saipan. Après une rapide réorganisation, la majeure partie du régiment est transportée sans problème à Guam. Près de 600 hommes, dont le capitaine Ōba, sont laissés derrière à Saipan,. Ōba est affecté à l'organisation d'une compagnie médicale de 225 hommes composée de ravitailleurs, d'ingénieurs et de médecins ayant survécu au naufrage du Sakito Maru. Ils obtiennent le peu de matériel médical disponible et à la mi-mai achèvent de mettre en place un poste médical.
Le matin du 15 juin 1944, les Américains débarquent sur les plages pour conquérir Saipan. Malgré une défense farouche, les Japonais sont progressivement repoussés avec de lourdes pertes. Le commandant japonais utilise le mont Tapochau (en) au centre de l'île comme quartier-général et organise des lignes de défense tout autour de la montagne. Privés d'approvisionnement et de secours, la situation devient vite intenable pour les défenseurs et une attaque suicide finale est décidée. Le 7 juillet, le capitaine Ōba et ses hommes participent à la plus grande charge banzaï de la guerre du Pacifique. Après 15 heures de violents combats au corps-à-corps, près de 4 300 soldats japonais sont tués. Les forces américaines déclarent l'île sécurisée le 9 juillet 1944. Le 30 septembre 1944, l'armée japonaise déclare officiellement que tous les soldats de l'île dont le statut est inconnu sont considérés comme morts au combat. Cela inclut le capitaine Ōba qui est promu major à « titre posthume ».

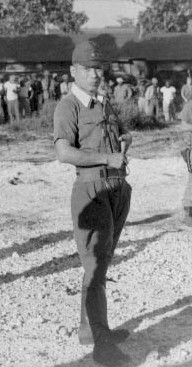
Le capitaine Ōba le 1er décembre 1945.

En réalité, le capitaine Ōba a survécu à la bataille et pris de le commandement d'un groupe de 46 autres soldats. Il commande plus de 200 civils japonais à travers la jungle pour éviter la capture. Lui et ses hommes organisent les civils et les placent dans des grottes de montagnes et dans des villages cachés dans la jungle. Au lieu d'assister les civils dans les tâches de survie, le capitaine Ōba et ses hommes continuent leur bataille contre la garnison de soldats américaines. Ōba utilise le mont Tapochau comme base principale. Culminant à 473 m, le sommet offre une vue totale à 360° sur l'île. Depuis leur camp de base sur le versant occidental de la montagne, Ōba et ses hommes conduisent plusieurs raids de guérilla sur les positions américaines. En raison de la vitesse et de la discrétion de ces opérations, et des tentatives infructueuses de trouver les Japonais, les Américains finissent par affubler Ōba du surnom de « Renard ».
En septembre 1944, les Américains commencent à effectuer des patrouilles dans l'intérieur de l'île, à la recherche des survivants faisant des raids dans leur camp pour s'approvisionner. Ces patrouilles rencontrent parfois des soldats ou des civils japonais qui sont capturés et interrogés puis envoyés dans un camp de prisonniers adapté. C'est lors de ces interrogatoires que les Américains apprennent le nom d'Ōba. Au sommet de la traque d'Ōba, le commandant américain élabore un plan durant lequel ses hommes s'alignent sur toute la largeur de l'île, laissant deux mètres entre chaque soldat, et marchent à partir de l'extrémité sud de l'île jusqu'au nord. Il estime qu'Ōba et ses hommes devront alors soit se battre, soit se rendre, ou être repoussés vers le nord pour être finalement capturés. À la suite de cette opération de ratissage, les civils âgés et blessés se rendent volontairement. Bien que quelques soldats japonais désirent se battre, le capitaine Ōba affirme que leurs principales préoccupations sont de protéger les civils et de rester en vie pour continuer la guerre. À l'approche de la ligne d'Américains, la plupart des soldats et des civils restants montent jusqu'à une clairière dissimulée, tandis que d'autres se tiennent sur des corniches étroites et s'accrochent au flanc de la montagne. Ils conservent leurs positions précaires pendant la majeure partie de la journée, pendant que les Américains traversent la zone, détruisant les huttes et les champs qu'ils découvrent. À certains endroits, les Japonais placés sur les corniches se trouvent à moins de 10 m des Américains. L'opération de ratissage s'avère globalement infructueuse et provoque la réaffectation du commandant des forces de l'île.
Le capitaine Ōba et ses hommes résistent sur l'île pendant 512 jours, soit environ 16 mois. Le 27 novembre 1945, l'ancien major-général Umahachi Amō, commandant de la 9e brigade mixte indépendante durant la bataille de Saipan, réussit à rencontrer certains des soldats japonais cachés en chantant l'hymne de leur unité. Amō remet des documents du défunt quartier-général impérial au capitaine Ōba lui ordonnant à lui et à ses hommes de se rendre aux Américains. Le 1er décembre 1945, trois mois après l'annonce officielle de la reddition du Japon, les soldats japonais se rassemblent une dernière fois sur le mont Tapochau et chantent une chanson d'hommage aux esprits des soldats morts. Ōba mène ensuite ses hommes en dehors de la jungle et se présente aux Américains de la 18e compagnie d'artillerie anti-aérienne. Avec une grande formalité et beaucoup de dignité, le capitaine Ōba remet son épée au lieutenant-colonel Howard G. Kirgis, et ses hommes rendent leurs armes et leurs couleurs,. Ils représentaient la dernière résistance des forces japonaises à Saipan.

### Après la guerre
Après la confirmation par le gouvernement japonais qu'Ōba est toujours en vie à Saipan, sa promotion à « titre posthume » est annulée. Il est rapatrié après une détention par les Américains. De retour au Japon, il retrouve sa femme et rencontre son fils pour la première fois, l'enfant étant né en 1937, juste après le départ de son père pour la Chine. Il est ensuite employé par la compagnie Maruei (en) en 1952 comme représentant et porte-parole du conseil de direction jusqu'en 1992. De 1967 à 1979, il sert au conseil municipal de Gamagōri.
Don Jones, un ancien soldat américain stationné à Saipan qui a fait partie du groupe traquant Ōba, est intrigué par l'histoire des soldats japonais restants et cherche à rencontrer Ōba. Avec la coopération de ce-dernier, Jones écrit un livre sur son expérience à Saipan. Il devient un ami de la famille Ōba puis retrouve le lieutenant-colonel Kirgis, à qui Ōba s'est rendu en 1945, pour lui demander s'il peut renvoyer l'épée qu'Ōba lui avait remise. Kirgis accepte et Jones ramène l'épée au Japon pour la rendre à Ōba. L'épée familiale est aujourd'hui en possession de la famille Ōba.
Ōba Sakae meurt le 8 juin 1992 à l'âge de 78 ans. Il est inhumé dans le caveau de la famille Ōba au temple Ku'un de Gamagōri.

## Dans la culture populaire
Le roman, fruit de la collaboration entre Ōba et Don Jones, est traduit en japonais et publié en 1982. Il devient un succès populaire et la version en anglais est publiée en 1986 sous le titre Oba, The Last Samurai: Saipan 1944–1945.
En mai 2010, le deuxième fils de Sakae Ōba, Hisamitsu, découvre plus de 1 200 pages de lettres de correspondance entre son père et sa mère, la plupart datent d'entre 1937 et 1941, mais certaines étant datées de fin 1944,. Hisamitsu montre ses lettres à son cousin romancier Keiichirō Hirano, qui a reçu en 1998 le prestigieux prix Akutagawa. Hirano est profondément ému par ce qu'il lit dans ces lettres et aide à trouver un éditeur local. Ils chargent Mari Mizutani, de Toyohashi, de la publication et elle déclare croire que ces lettres sont particulièrement significatives pour leurs descriptions détaillées de la vie quotidienne pendant la guerre, tandis que le mari et la femme écrivaient sur leur affection l'un pour l'autre, tous deux écrivaient également sur les nombreuses activités quotidiennes, Mineko à Gamagōri et Ōba en Chine, ou sur les missions d'occupation en Mandchourie avant d'être envoyé dans le Pacifique. Les lettres sont examinées par un groupe de bénévoles locaux dont la plupart a une formation professionnelle en littérature, en publication, en histoire ou est en quelque sorte lié aux affaires locales. Une sélection des lettres est compilée et publiée en janvier 2011 sous le titre Senka no rabu retah (« Lettres d'amour des feux de la guerre »).
Le 11 février 2011, le film Oba: The Last Samurai (Taiheiyō no kiseki – fokksu to yobareta otoko) sort en salles. Il décrit la lutte d'Ōba et de son groupe à Saipan, ainsi que la traque incessante des soldats américains. Il est produit par la Tōhō, réalisé par Hideyuki Hirayama et fait participer des équipes au Japon, aux États-Unis, et en Thaïlande,.L'acteur Yutaka Takenouchi (en) joue le rôle d'Ōba. Pour se préparer, il rencontre Hisamitsu Ōba et les deux hommes rendent hommage sur la tombe de Sakae Ōba. Le film reçoit des critiques favorables.